# Panic (From Ashes to New)
Panic è il terzo album in studio del gruppo musicale statunitense From Ashes to New, pubblicato nel 2020.

## Tracce
1. Scars that I'm Hiding – 2:55
2. Brick – 3:24
3. What I Get – 3:03
4. Blind – 2:45
5. SideFX – 4:07
6. Panic – 3:21
7. Wait for Me – 3:09
8. Bulletproof – 3:27
9. Nothing – 3:08
10. Death of Me – 3:00
11. Change My Past – 3:24

## Formazione
- Danny Case – voce
- Matt Brandyberry – voce, chitarra, basso, tastiera
- Lance Dowdle – chitarra, basso
- Matt Madiro – batteria, percussioni